# Betty Moore
Betty Moore, née le 21 novembre 1934 en Nouvelle-Galles du Sud, est une athlète australienne qui a couru pour l'Angleterre.
Partie à Manchester en Angleterre en 1957 pour continuer ses études de chimie, elle s'entraînait parallèlement en athlétisme. Elle égalait le record du monde sur 80 m haies et remportait deux médailles pour l'Angleterre aux jeux de l'Empire britannique et du Commonwealth de 1962. Auparavant, elle n'avait pas pu participer aux Jeux olympiques d'été de 1960 car elle ne résidait que depuis 22 mois au lieu de 24. Elle ne pouvait pas être qualifiée pour la Grande-Bretagne.

## Palmarès

### Jeux olympiques d'été
- Jeux olympiques d'été de 1960 à Rome (Italie)
  - non qualifiée

### Jeux de l'Empire britannique et du Commonwealth
- Jeux de l'Empire britannique et du Commonwealth de 1962 à Perth (Australie)
  - 6e sur 100 y
  -  Médaille d'argent sur 80 m haies
  -  Médaille d'argent en relais 4 × 110 y

## Records
- Record du monde du 80 m haies en 10 s 5, le 25 août 1962 à Cassel (record codétenu par Gisela Birkemeyer, Karin Balzer, Irina Press, Draga Stamejcic et Pam Kilborn).